# Psychiatrie nutritionnelle
 (juin 2020).
La psychiatrie nutritionnelle est une discipline en émergence centrée sur l'utilisation des aliments et des compléments alimentaires dans le cadre d'un traitement intégré ou alternatif des troubles de santé mentale.
Celle-ci comprend une discussion sur les mécanismes neurobiologiques probablement modulés par l'alimentation, l'utilisation d'interventions diététiques et nutraceutiques dans les troubles mentaux.
Les données scientifiques émergentes suggèrent que la psychiatrie nutritionnelle devrait jouer un plus grand rôle en santé mentale au sein des services de santé conventionnels, au sujet de facteurs biologiques liés aux troubles mentaux comprenant l'inflammation, le stress oxydatif, le microbiome intestinal, les modifications épigénétiques et la neuroplasticité.

## Remise en cause du modèle pharmacologique
Selon une série de recherches effectués par des chercheurs membres de la Société internationale pour la recherche en psychiatrie nutritionnelle, la psychiatrie se trouve à un moment important, le modèle actuel, axé sur la pharmacologie, n'ayant apporté que des avantages modestes dans la lutte contre la mauvaise santé mentale dans le monde.
Bien que les déterminants de la santé mentale soient complexes, les preuves émergentes et convaincantes que la nutrition est un facteur crucial dans la prévalence et l'incidence élevées des troubles mentaux suggèrent que le régime alimentaire est aussi important pour la psychiatrie que pour la cardiologie, l'endocrinologie et la gastroentérologie. La relation entre la qualité de l'alimentation (et les éventuelles carences nutritionnelles) et la santé mentale, ainsi que les bénéfices de l'utilisation sélective de suppléments nutritionnels pour remédier aux carences, ou en tant que monothérapies ou thérapies d'augmentation, sont de plus en plus démontrés.

## Influence de l'alimentation sur les troubles mentaux
La réaction inflammatoire commence dans l'intestin et est associée à un manque de nutriments tels que le magnésium, les acides gras oméga-3, vitamines et minéraux.
Des recherches ont montré que des compléments alimentaires tels que le zinc, le magnésium, les oméga-3 et les vitamines B et D3 peuvent aider à améliorer l'humeur, soulager l'anxiété et la dépression et améliorer les capacités mentales des personnes atteintes de la maladie d'Alzheimer.
D'autres études révèlent que les personnes qui prennent des probiotiques ressentent moins de stress et d’anxiété et une amélioration de leurs capacités mentales. D'autres études ont montré que le régime méditerranéen favorise un risque de dépression plus faible - pourcentage inférieur de 25 à 35 par rapport au régime traditionnel occidental.
Le rôle à long terme des acides gras essentiels (linoléique et linolénique) dans la santé émotionnelle, intellectuelle et physique est vital. Pourtant, l'appréciation de leur valeur est brouillée par la notion populaire selon laquelle la graisse est mauvaise pour la santé. Les déficits fonctionnels légers à modérés des acides gras oméga-3 sont courants à l'ère moderne. Une carence en acides gras essentiels peut provoquer une dépression, aggraver le trouble de déficit de l'attention avec hyperactivité et augmenter le risque de démence.
Les risques de carence en acides gras commencent tôt. Pendant la petite enfance, une carence en acide docosahexaénoïque (DHA), l'acide gras polyinsaturé à longue chaîne oméga-3 présent dans le lait maternel, augmente le risque ultérieur de développer une schizophrénie chez les personnes génétiquement sensibles. Le DHA assure la fluidité des membranes neuronales. Il est donc essentiel pour la transmission des signaux nerveux dans le cerveau. Une carence en DHA peut entraîner une dépression clinique et une maladie coronarienne à un âge avancé. Il peut être biosynthétisé dans l'organisme à partir d'acide alpha-linolénique provenant de sources alimentaires telles que l'huile de lin. Le changement majeur intervenu au cours des cent dernières années dans le rapport entre les acides gras n-6 (acide arachidonique, acide linoléique) et n-3 (acide docosahexaénoïque, acide linolénique) dans le régime alimentaire occidental typique pourrait avoir joué un rôle dans l'augmentation de l'incidence mondiale des troubles dépressifs. Notre apport alimentaire est passé d'un rapport de peut-être 1:1 dans la savane africaine à un rapport compris entre 10:1 et 25:1 en Amérique du Nord aujourd'hui.
Le rôle de plusieurs acides aminés clés constitutifs des protéines est également vital pour la santé mentale. Ils servent de précurseurs aux neurotransmetteurs monoaminés qui contribuent à la médiation de l'humeur et des émotions. En effet, différents acides aminés précurseurs entrent en compétition pour pénétrer dans le cerveau. La composition en acides aminés du sang est en grande partie le reflet du dernier repas. On pourrait donc supposer que l'on pourrait stimuler ou diminuer la fonction de différents neurotransmetteurs dans le cerveau par des moyens alimentaires : soit en adoptant un régime dont la composition en acides aminés est artificiellement biaisée en faveur d'aliments contenant des niveaux inhabituellement élevés d'acides aminés particuliers, soit en essayant de charger en précurseurs des acides aminés spécifiques sous forme libre et leurs cofacteurs vitaminiques.
Il y a des avantages distincts à choisir un régime alimentaire riche en l-tryptophane, un acide aminé essentiel rare. Dans le monde industrialisé, il existe une corrélation inverse entre la consommation de l-tryptophane alimentaire et le taux de suicide. Il est possible d'augmenter sa consommation soit en prenant des suppléments de l'acide aminé libre, soit en mangeant des aliments riches en tryptophane comme les noix de pécan et les bananes. Cela est utile car le tryptophane est le précurseur et l'étape limitant le taux de production du neurotransmetteur stratégiquement important qu'est la sérotonine. Une étude canadienne récente a suggéré que le taux de synthèse de la sérotonine était en moyenne 52 % plus élevé chez les hommes que chez les femmes. Cela pourrait expliquer en partie l'incidence plus élevée de la dépression unipolaire chez les femmes que chez les hommes. Les fonctions des 15 sous-types de récepteurs de la sérotonine actuellement identifiés et leurs cascades métaboliques ne devraient pas vraiment être comprimées en une phrase. Mais, en simplifiant grossièrement, les voies sérotoninergiques permettent la résilience émotionnelle, la relaxation, la sociabilité et le sentiment que les choses sont normales et « bien ».
De faibles niveaux de sérotonine, en revanche, sont associées à l'irritabilité, à la colère, à la dépression et à la violence envers soi-même et envers les autres. Ainsi, alors qu'un régime pauvre en tryptophane ou la consommation d'un mélange d'acides aminés libres sans tryptophane à jeun peut rapidement provoquer une dépression, un régime riche en tryptophane est probablement bon pour l'humeur et la stabilité mentale.